# Ziva David
Ziva David (Beer Sheva, Negev, Israel, 12 de noviembre de 1982) es un personaje ficticio de la serie de televisión NCIS, interpretado por la actriz chilena nacionalizada estadounidense Coté de Pablo. Ziva apareció por primera vez en la tercera temporada en su primer episodio, «Kill Ari (parte 1)», y se convirtió en un miembro del reparto habitual del episodio «Silver War». Ziva reemplazó a Caitlin «Kate» Todd (Sasha Alexander), quien fue asesinada a manos del medio hermano de Ziva, Ari Haswari (Rudolf Martin), en el final de la segunda temporada. Tras la muerte en pantalla del padre del personaje en la décima temporada, Gabi Coccio interpretó repetidamente a una joven Ziva en flashbacks.
Ziva es presentada en la serie como ciudadana israelí, agente de la unidad Kidon del Mossad, hija del director del Mossad, Eli David, y amiga de la directora del NCIS Jenny Shepard. Fue asignada a NCIS como oficial de enlace en un acuerdo entre Eli y Jenny, un cargo que mantuvo durante cuatro años hasta que regresó al Mossad en el episodio final de la temporada 6 «Aliyah». Después de ser capturada por terroristas en Somalia mientras estaba asignada para el Mossad y presuntamente muerta, fue finalmente salvada por Gibbs, Tony y McGee, quienes la llevaron de regreso a América. Estos eventos la llevaron a renunciar al Mossad, solicitar ser agente del NCIS y ser juramentada como ciudadana estadounidense.
El 10 de julio de 2013, los estudios de televisión de CBS anunciaron que Coté de Pablo dejaría el NCIS durante la undécima temporada. De Pablo apareció en dos episodios como una serie regular, y posteriormente fue reemplazada por la agente especial Eleanor Bishop (Emily Wickersham).
En el final de la decimotercera temporada, «Family First», en el 2016, se descubre que tiene una hija, Tali, con Anthony DiNozzo. Durante un ataque de mortero organizado por el exagente de la CIA Trent Kort, Ziva es aparentemente asesinada. En una entrevista con Deadline Hollywood, el productor ejecutivo y corredor de espectáculos Gary Glasberg comentó sobre el destino de Ziva: «Se pensó tremendamente en cada elemento de lo que viste anoche... hasta las líneas de diálogo, el lenguaje específico. Al final del día, lo dejo en manos de nuestros fantásticos fanáticos y público».
En el episodio de la decimosexta temporada «She», después de que el equipo de NCIS resuelve un caso en el que Ziva había guardado notas después de su partida, se revela que Ziva está viva y que se ocultó. Ella escribe una nota a Bishop pidiéndole que mantenga su secreto debido a que su familia está en peligro. En el episodio final de la decimosexta temporada «Daughters», De Pablo regresó a la escena final para repetir el papel de Ziva. Ella apareció en el sótano de Gibbs para advertirle que su vida estaba en peligro.
Fuera de la ficción, el impacto cultural de Ziva se convirtió en un tema de discusión entre varios críticos, con académicos y rabinos que intervienen en el asunto. Periódicos como The Jerusalem Post la citan como el único personaje israelí a tiempo completo en un programa de televisión estadounidense de la cadena principal, y el preceptor de Harvard Eitan Kensky la identifica como «la israelí televisiva más prominente» en los Estados Unidos. Su descripción es generalmente elogiada por exponer al público occidental a la sociedad y la cultura israelíes, su retrato positivo de un israelí, y una «animadora de los lazos estadounidenses con Israel». El papel convirtió a De Pablo en la segunda actriz más popular en la televisión estadounidense en horario estelar en 2013, según Q Score, y un estudio de 2013 realizado por E-Poll Market Research la ubicó entre las diez celebridades más atractivas de Estados Unidos.

## Creación del personaje y casting
El personaje de Sasha Alexander, Kate Todd, fue asesinada en el episodio final de la segunda temporada de NCIS después de la decisión de Alexander de abandonar permanentemente el programa. Poco después, el creador de la serie Donald Bellisario anunció planes para reemplazar a Todd con otra protagonista femenina. En ese momento, afirmó que el nuevo personaje sería «bastante diferente» del anterior y de una nacionalidad extranjera indecisa: «Quiero ir por una chica europea o australiana que se sienta muy cómoda con su feminidad y sexualidad».

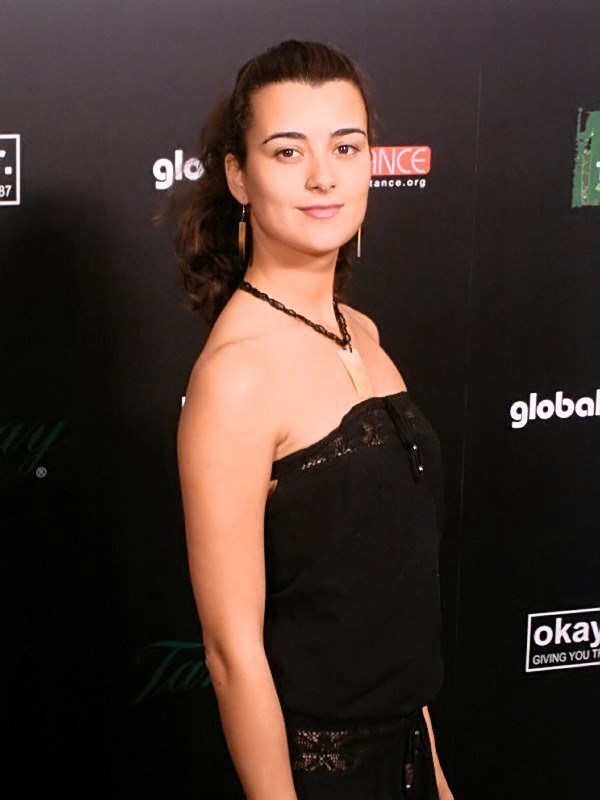
Cote de Pablo, 2007

Antes de unirse al elenco de NCIS, Cote de Pablo, que vivía en ese momento en Nueva York, había actuado principalmente en el teatro. Tenía la intención de interpretar uno de los papeles femeninos principales en una versión musical de Broadway de 2005 de The Mambo Kings y había rechazado otros papeles de televisión para quedarse con él. Sin embargo, la producción se canceló en junio después de un compromiso de prueba en San Francisco y dos días después se le pidió a Pablo que hiciera una audición para un papel en NCIS.
Más tarde, De Pablo dijo que el personaje simplemente se describía como una mujer genérica de Europa del Este y que ella había usado un acento checo al audicionar. Según los informes, más de cincuenta actrices audicionaron para el papel, y otra actriz con un curriculum más largo había sido inicialmente la favorita. Durante una prueba de pantalla, De Pablo y otras actrices se emparejaron con Michael Weatherly, quien se salió del guion al cepillar su cabello hacia atrás y comentar: «Me recuerdas a Salma Hayek». De Pablo describió su respuesta de la siguiente manera: «Lo despedí por completo. Mi pensamiento principal fue: "No dejes que este tipo se acerque físicamente a ti"». Y en ese momento el coproductor ejecutivo Charles Floyd Johnson comentó que De Pablo ganó el papel de Ziva por su reacción a la salida de Weatherly del guion, diciendo: «Cuando obtienes actores que realmente escuchan y responden orgánicamente en el momento a lo que están escuchando, a veces ocurre magia. Realmente parecían entender eso de inmediato, y eso no siempre sucede».
La nacionalidad del personaje se cambió a israelí después de que se escogió a De Pablo. También fue reescrita como agente del Mossad y media hermana de Ari Haswari, con creadores que originalmente planeaban que fuera una agente de la Interpol o de la Royal Australian Navy. Más tarde, De Pablo agregó: «Fui una de las últimas en audicionar, y no creo que tuvieran una idea clara de lo que querían. Así que interpreté a Ziva como una mujer genial y competente, no el habitual símbolo sexual de Hollywood con grandes pechos, pero [alguien] que se sentía cómoda con su propia sexualidad y solía trabajar con hombres en igualdad de condiciones. Me ayudó que, según mi apariencia, podría ser tomada por casi cualquier nacionalidad». De Pablo también ha dicho que Ziva se basa en una mujer israelí que había conocido antes de unirse a la serie.
Los productores eligieron a la actriz infantil Gabi Coccio, de trece años, para retratar a una joven Ziva para un flashback en el episodio de la décima temporada «Shiva» en 2013. Según el padre de Coccio, esta fue «su primera aparición nacional y la primera en un programa. Me gusta esto». Ella repitió el papel más tarde esa temporada en «Berlín», esta vez apareciendo en varios flashbacks. Durante el receso de verano del programa, confirmó a través de Twitter que volvería a aparecer en la undécima temporada.

## Biografía

### Infancia y primeros años en el Mossad
Nacida en Beer Sheva, Israel, el 12 de noviembre de 1982, Ziva es uno de los tres hijos del director ficticio del Mossad, Eli David; los otros dos hijos son Ari, un medio hermano mayor, y Tali, una hermana menor que murió en un atentado explosivo suicida de Hamás a la edad de dieciséis años. Su madre, Rivka (Weronika Rosati), se menciona con poca frecuencia en toda la serie; se le conoce por haberle enseñado a Ziva a conducir y preferir que juegue con muñecas en lugar de «juegos de niños» como Battleship y GI Joe. En 1991, Rivka tomó a sus hijos y dejó a Eli porque ya no podía tolerar la naturaleza de su trabajo. Al parecer, intentaron reconciliarse en algún momento, sin embargo, según Ziva, se divorciaron cuando ella tenía trece años debido a las indiscreciones de Eli con una mujer operadora del Mossad. En el episodio «Safe Harbor» de la novena temporada, se confirma que ella ha fallecido, ya que fue «asesinada» antes del comienzo de la serie.
Cuando era niña, Ziva tomó clases de ballet, aunque su padre nunca asistió a ninguna de sus actuaciones. Desde su primera infancia, Eli la entrenó en tácticas de combate y espionaje (según Ziva, uno de sus primeros recuerdos de la infancia fue que su padre la llevó a ella y a su hermana a un bosque, con los ojos vendados, y luego los dejó allí para que ellos mismos encontraran el camino de regreso). Ella comentó en «Tribes» que su mejor amiga de la infancia, una musulmana, murió en un ataque aéreo israelí en represalia cuando tenía doce años.  Ella explica su educación a Tony: «Tú y yo venimos de dos lugares totalmente diferentes. En mi mundo, creces rápido. No tienes otra opción».
Inmediatamente después de la secundaria, Ziva estuvo en el ejército israelí (Tzahal, siendo las Fuerzas de Defensa de Israel) durante dos años, como es obligatorio para todas las mujeres israelíes. Contrariamente a lo especulado, ella afirma que se ofreció voluntariamente para unirse al Mossad tan pronto como era elegible, y no estaba motivada por el deseo de vengar la muerte de su hermana. Durante su tiempo en el Mossad, Ziva era parte de una unidad de operaciones especiales conocida como Kidon, que forma parte de la Metsada (la posterior Komemiute). Esta unidad se especializó en asesinatos, operaciones paramilitares, sabotaje y guerra psicológica. Su grado era oficial de control. Como resultado de un entrenamiento temprano e intensivo, es muy hábil en el combate cuerpo a cuerpo y en los disparos, luego intenta enseñar una clase sobre el lanzamiento de cuchillos en el NCIS.
Ziva tiene el guion de alguien que «ha tenido que hacer cosas horribles y ver cosas horribles en su vida»; ella «ha visto atacantes suicidas de doce años en Israel» y ha pasado hambre lo suficiente como para llegar a comer gusanos. En la tercera temporada, ella relata un incidente en el que una de sus amigas del Mossad había sido decapitada después de infiltrarse en una célula de Hamás en Ramallah; Los terroristas de Hamás enviaron su cabeza hacia atrás en el expreso nocturno, lo que la llevó a ver el cautiverio como algo peor que la muerte. Ducky luego le dijo a Gibbs que «la agente David ha pasado por cosas que usted y yo ni siquiera podemos imaginar», y sugirió que ella era la única que podía relacionarse con un sospechoso que había sido abusado.
Ziva ha estado involucrada en operaciones en El Cairo, Egipto (donde conoció a Jenny Shepard, quien más tarde se convirtió en Directora de NCIS), en Irak antes de su ocupación, en París donde trabajó con su socio Namir Eschel y en Europa del Este junto a Jenny Shepard, que Le siguieron seis meses en el Reino Unido en operaciones antiterroristas directamente antes de trabajar con el NCIS. Según Jenny, Ziva le salvó la vida en El Cairo dos años antes de la primera aparición de Ziva en el programa.

### NCIS
La oficial Ziva David aparece por primera vez en la tercera temporada, después de haber sido enviado a NCIS luego del asesinato de la agente especial Todd por Ari Haswari. Ella es la oficial de control y media hermana de Ari debido al hecho de que compartían el mismo padre, el entonces subdirector del Mossad, Eli David (Michael Nouri). Eli se describe más tarde como Director del Mossad.
Durante el episodio «Kill Ari (Part 2)», el agente especial de NCIS Gibbs se encuentra acorralado por un Ari armado, pero Ziva aparece en el último minuto y mata a Ari con una sola herida de bala en la frente, de manera similar a la forma en que Ari había disparado a la agente Kate Todd en el final de la segunda temporada, «Twilight». Después de la muerte de Ari, ella solicita ser asignada como enlace para el Mossad en NCIS, donde posteriormente se une al equipo del agente especial Gibbs en el episodio «Silver War», en reemplazo permanente de la fallecida agente Todd.
Sus primeras historias se centran en su integración e intentos de ser aceptada por los otros personajes. Debido a su relación con Ari, la aparición de Ziva y su eventual asignación al equipo de Gibbs genera un fuerte resentimiento por parte del miembro del equipo Anthony DiNozzo, la especialista forense Abby Sciuto, e incluso del propio Gibbs cuando se entera de que el director Shepard había asignado a Ziva a su equipo sin su conocimiento. Más tarde demuestra su valía en el mismo episodio utilizando su entrenamiento para salvarse a sí misma y al Dr. Donald «Ducky» Mallard del Dr. Burns, un miembro deshonesto del Laboratorio de Antropología del Smithsonian. Esto a su vez hace que el equipo desarrolle un nuevo respeto por ella y sienta las bases para la fuerte amistad de Ziva con Ducky.
En «Shalom», el estreno de la cuarta temporada, es acusada por agentes iraníes por el asesinato de dos oficiales del FBI y un sospechoso bajo su custodia que fue buscado por crímenes contra Israel. Acusada de ser una agente doble, se convierte en una fugitiva y se ve obligada a pedir ayuda a Gibbs, quien se retiró de NCIS al final de la tercera temporada y vive en México. Finalmente prueban su inocencia, y este evento lleva a Gibbs a regresar a NCIS.
Según un crítico, «la primera vez que realmente vemos el lado blando de Ziva es durante la cuarta temporada», cuando desarrolla una amistad corta pero intensa con el teniente Roy Sanders (Matthew Marsden), quien había sido expuesto intencionalmente a la radiación por un co-trabajador, en «Dead Man Walking». Ziva lo conocía de su carrera diaria, durante la cual siempre se pasaban corriendo en direcciones opuestas. Esto provoca la preocupación de Tony y otros cuando queda claro que ella «se enamora de un hombre moribundo». Roy luego le pregunta si ella lo habría notado si hubiera dejado de correr, lamentando que nunca hubieran podido «correr juntos». Ziva le asegura que nunca lo olvidará ahora y, después de su muerte, se la muestra con frecuencia usando el gorro naranja que el teniente Sanders llevaba cuando salió a correr.
En el final de la quinta temporada, «Judgment Day (Part 2)», la posición de enlace de Ziva se termina bajo las órdenes del nuevo director Vance luego de la muerte del director Shepard. «Last Man Standing», el estreno de la sexta temporada, comienza con ella después de haber continuado trabajando como agente de campo del Mossad y encubierta en Marruecos. Después de que Gibbs nota imágenes de una Ziva inconsciente en las noticias después de una explosión en la que estaba trabajando, pronto se revela que Vance había enviado deliberadamente a Ziva de regreso a Israel para ayudar a descubrir un topo dentro del propio NCIS. Ella regresa al equipo al final del episodio.
A medida que avanzaba la sexta temporada, las historias aludieron al «sentido de falta de hogar» de Ziva y la doble lealtad, culminando al final de la temporada cuando Tony le dispara fatalmente a su novio Michael Rivkin y su apartamento es bombardeado. Como resultado, Ziva le dice a Gibbs que no puede seguir trabajando con Tony ya que ya no confía en él, y Gibbs acepta esto por el momento, diciendo que le dará tiempo para «recordar en quién puede confiar». Poco después de regresar a Mossad a tiempo completo, es enviada a una misión para acabar con un terrorista en Somalia llamado Saleem Ulman. Después de que un miembro de su equipo es asesinado y los otros dos heridos, dejándola como el único agente capaz de continuar, envía a los dos restantes de regreso a Israel y opta por continuar solo al campo terrorista. Posteriormente es capturada y retenida como rehén durante varios meses.
Inicialmente se cree que Ziva murió en el primer episodio de la séptima temporada, «Truth or Consequences», es encontrada viva más tarde en el episodio, es rescatada por DiNozzo y McGee, y Gibbs mata a su captor. Después de su rescate, renuncia al Mossad y solicita convertirse en una agente de NCIS de pleno derecho y en una ciudadana estadounidense. Ziva recibe evaluaciones y terapia psicológicas obligatorias pero se niega a discutir con nadie lo que le sucedió en el campamento de Saleem. Sin embargo, se aclara que sufrió muchos abusos y torturas y se da a entender que también fue violada mientras estaba en cautiverio. Cote de Pablo abordó brevemente esto, confirmando que «le sucedieron cosas malas a Ziva en África cuando fue capturada».
En la séptima temporada, se convierte en agente de prueba de NCIS a la espera de la ciudadanía estadounidense, convirtiéndose en ciudadana de los Estados Unidos en el final de temporada después de aprobar con éxito sus exámenes. Su período de prueba termina oficialmente en el estreno de la novena temporada.
A mediados de la décima temporada, el padre separado de Ziva, Eli, resurge en el episodio «Shabat Shalom» con la esperanza de mejorar su relación. Durante su tiempo en Washington, también se reúne en secreto con un iraní nacido en Palestina (con una conexión poco clara con el gobierno iraní) a quien conoce desde la infancia. Juntos, esperan iniciar el comienzo de un acuerdo de paz entre Israel e Irán. Al final del episodio, mientras cenaba en Shabat en la casa del Director Vance, un tirador desconocido abre fuego contra la casa, matando a Eli e hiriendo fatalmente a la esposa de Vance, que muere en el hospital. El tirador evade la captura y luego mata al iraní disparando una bomba unida a su automóvil. Al descubrir el cuerpo de su padre, Ziva rompe a sollozar y rezar en hebreo.
La semana siguiente, «Shiva» atrajo a 22,86 millones de espectadores y se convirtió en el episodio más visto de la serie. Se centra en las secuelas inmediatas de los asesinatos y establece el deseo de Ziva de buscar venganza. A lo largo del episodio, tanto ella como Vance intentan participar en la investigación a pesar de estar prohibidos debido a sus conexiones con el fallecido. Finalmente, se revela que Eli fue asesinado por su protegido, Ilan Bodnar (Oded Fehr), a quien Ziva había conocido desde que eran niños. Bodner se enteró de las discusiones secretas entre su jefe y el funcionario iraní, y cree que las acciones de David podrían amenazar seriamente la seguridad de Israel. Después de un intento fallido de matar a Ziva, él escapa y desaparece.
Ziva se obsesiona con la venganza a medida que continúa la temporada y finalmente mata a Bodnar, aunque en defensa propia. El productor ejecutivo Gary Glasberg divulgó que la trama fue diseñada para dibujar aspectos de la personalidad del personaje que habían estado inactivos durante varios años, y dijo: «La gente verá a una Ziva David que no han visto en mucho tiempo. Hay una fuerza y una determinación resuelta».

### Eventos posteriores
Tras su renuncia al NCIS en la décima temporada, Ziva regresa a Israel. Después de una explosión, y la posterior muerte del Secretario Clayton Jarvis, los miembros restantes del equipo de Gibbs son informados de que la vida de Ziva está en peligro. DiNozzo viaja a Israel para garantizar su seguridad, y los dos comparten un beso apasionado. En la decimotercera temporada, se revela que también consumaron su relación, lo que llevó a Ziva a quedar embarazada. Aunque DiNozzo no fue informado de esto, Ziva dio a luz a una hija llamada Tali. En («Family First»), la granja de Ziva es destruida en un ataque de mortero ordenado por el agente de la CIA Trent Kort. Aunque Tali es encontrada viva, la tripulación del NCIS es informada de que Ziva está muerta, aunque sus restos no se encuentran en la casa. Posteriormente, DiNozzo parte de NCIS para cuidar a su hija y viajar tanto a Israel (en busca de respuestas) como a París («Ziva loves Paris»).
Antes del final de la decimotercera temporada, Ziva construye una fuerte amistad con el sucesor de su padre, el director Orli Elbaz, quien informa a DiNozzo de las dificultades que Ziva había enfrentado mientras decide si informarle sobre el nacimiento de su hija, de la que Tony se ocupa después. Ziva es presuntamente asesinada.
En el episodio «She» de la decimosexta temporada, NCIS reabre un caso sin resolver de diez años cuando encuentran a la hija muerta de hambre de una mujer que ha estado desaparecida durante diez años. Mientras investigan los archivos del caso, los agentes especiales Eleanor Bishop y Nick Torres descubren que Ziva había guardado notas y había estado investigando en secreto el caso después de su partida de NCIS. Mientras entrevista al padre de la niña y al novio de la mujer, los señala a un edificio del patio trasero que Ziva había alquilado durante años como oficina privada para escribir diarios privados mientras lidiaba con su trabajo y su vida en Estados Unidos, aunque no ha sido tocado desde ella. muerte aparente Bishop le cuenta a Gibbs sobre esto, quien admite que sospecha pero le advierte que no se involucre personalmente en el caso, ya que podría matarla. Después de encontrar a la mujer viva y arrestar a su secuestrador, Bishop va a leer una nota vengativa de la madre de la mujer que Ziva tenía la intención de leerle al secuestrador, solo para descubrir que alguien ya se la había leído antes de que ella llegara. Al darse cuenta de que Ziva está viva, Bishop corre a su oficina privada solo para encontrar una nota de Ziva pidiéndole que no revele su secreto para la seguridad de su familia. Al final de la temporada dieciséis final, «Daughters», Ziva aparece en el sótano de Gibbs para informarle que está en peligro.

## Desarrollo

### Caracterización
No estoy tratando de interpretarla como si esperara que a la gente le guste mi personaje. Estoy tratando de hacerla tan tridimensional como pueda. Siento que las personas son agradables y no agradables y estoy tratando de encontrar todos esos rincones y grietas en mi personaje.
Cote de Pablo sobre la caracterización de Ziva

Cote de Pablo describe al personaje como alguien que es «completamente diferente de cualquier otra persona en el programa» y eso porque «ella ha estado rodeada de hombres toda su vida; está acostumbrada a los hombres con autoridad. No le tiene miedo a los hombres». Más tarde declaró que «esta mujer es una soldado. Lleva las cosas al extremo. Sabe cómo usar todo tipo de cosas, pistolas y cuchillos, que nunca imaginaría usar... Es una mujer dura, pero no le quita el hecho de que sigue siendo muy sexy y juguetona y todo eso. Pero, cuando se trata de trabajo, se refiere a los negocios». A menudo se describe a Ziva como tranquilamente agresiva y no rehúye los altercados físicos con los sospechosos, aunque se ha reconocido que se ha vuelto «un poco más suave» y «más inclinada a escuchar antes de actuar» desde su llegada al NCIS. No se deja intimidar o sacudir fácilmente. Ella se acerca a su trabajo con entusiasmo, pareciendo creer realmente en lo que hace. Está muy comprometida con los ideales de los Estados Unidos, en particular los límites que la ley impone a todos los ciudadanos, incluido el gobierno.
Ziva a veces se considera una figura «embrujada»; es una asesina experta y es capaz de quitarse la vida sin dudar o arrepentirse cuando la situación lo requiere, algo que no ha cambiado con su nueva afiliación con NCIS. A pesar de esto, Ziva es capaz de mostrar alegría, casi infantilismo a veces, como en «Heartland» cuando alegremente compite con McGee para ser la primera en contarles a Tony y Abby sobre conocer al padre de Gibbs. Ella es particularmente empática con los niños, como se demuestra en episodios como «Dagger» y «Outlaws and In-Laws».
Ziva es una judía israelí, y siempre se la vio usando un colgante de la Estrella de David hasta su captura en Somalia, donde su captor se la arrancó del cuello. Poco antes de su cautiverio, dijo que «preferiría morir antes que quitarse este collar». En las primeras temporadas, solo se alude a su judaísmo, lo que lleva a algunos comentaristas a identificarla como una israelí secular. Ella no parece seguir las restricciones judías ortodoxas, salir con hombres que no son judíos, aunque celebra las fiestas judías, observa Shabat, y ha sido vista rezando en hebreo en varias ocasiones. A raíz de la muerte de su padre en la décima temporada, se la muestra rezando en una sinagoga, visitando el Muro de los Lamentos en Jerusalén y plantando un olivo. Ziva ha hecho referencias a mantener la dieta kosher; sin embargo, en su segundo episodio en el programa, se la ve comiendo una porción de pizza de pepperoni, lo que va en contra de las leyes dietéticas kosher. Después de verse obligada a disparar fatalmente a su medio hermano, Ari, para evitar que matara a Gibbs, ella canta silenciosamente «El male rachamim» ('Dios, lleno de misericordia'), una canción de luto judía askenazi, sobre el cuerpo de Ari.
Los aspectos de la cultura israelí se utilizan ocasionalmente dentro de la serie. Por ejemplo, se sabe que Ziva toma falafel para el almuerzo cuando tiene que conducir la camioneta a algún lugar, y parece que le gusta la música de la banda israelí de hip-hop/funk Hadag Nahash. Ella tiende a conducir muy rápido de manera errática, lo cual, según ella, es la mejor manera de evitar emboscadas y bombas en la carretera. A pesar de haber perdido amigos y familiares debido al terrorista islámico radical con grupos como Hamás, a Ziva no le molestan los musulmanes en general.

### Vestuario

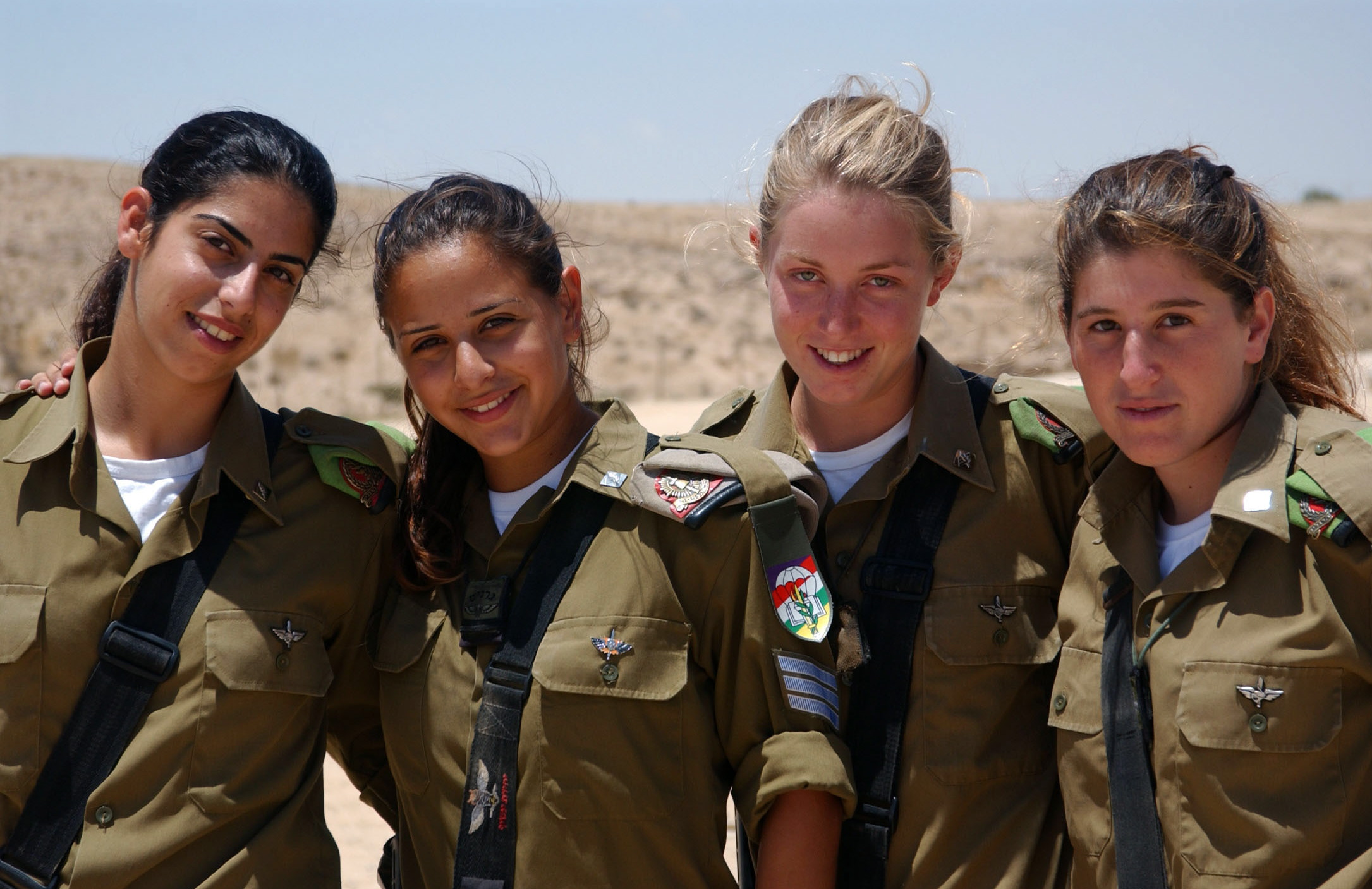
Ziva se presenta con una chaqueta de uniforme de las FDI para mostrar la «influencia militar» en el personaje

Los diseñadores de vestuario de NCIS inicialmente hicieron que el estilo de ropa de Ziva cambiara; se le presenta con una chaqueta de uniforme de las FDI, pantalones de carga y botas de combate para ilustrar «la influencia militar israelí» en el personaje, pero luego se viste con frecuencia con tacones altos y faldas de una manera similar a su predecesora, Kate Todd. Al darse cuenta de que esto último no era práctico para un oficial del Mossad, los diseñadores se decidieron por un estilo más simple y de bajo mantenimiento. Posteriormente, las «camiseta, cargas, cola de caballo» se convirtieron en el aspecto característico de Ziva. Esto le permitió a Cote de Pablo estar «dentro y fuera del cabello y maquillaje en veinte minutos». Ella explicó: «Por lo que me han dicho, soy una de las chicas más rápidas en el negocio en cuanto a prepararme todos los días para el NCIS. Me puse mis cargas, mi camiseta, mi micrófono, mi el cabello generalmente está recogido en una cola de caballo y uso muy poco maquillaje».
Se hizo una excepción para el primer episodio de la sexta temporada, durante el cual Ziva se encubrió como cantante de bar. De Pablo se opuso a la idea al principio y no quiso cantar en el programa, creyendo que Ziva estaría fuera de lugar. A pesar de esto, aceptó después de que el productor ejecutivo Shane Brennan describiera la escena. Para la apertura del episodio, estaba vestida con un vestido azul sin espalda que, según la supervisora de vestuario de NCIS, Rachel Good, fue confeccionado por el departamento de vestuario del programa. «Decidimos que queríamos algo sexy pero largo que revelara mucho pero que no fuera corto ni vulgar de ninguna manera», dijo de Pablo. «Tenía que ser sexy y provocativo, pero de una manera larga, sexy y elegante».
Se desarrollaron más detalles a medida que el personaje continuó desarrollándose. Los diseñadores de vestuario querían mostrar su aclimatación a la vida en los Estados Unidos y, al hacerlo, su vestuario tenía menos influencia militar. Sin embargo, mantuvieron el mismo estilo básico, manteniéndola regularmente vestida con pantalones cargo y botas. Rachel Good sintió que siempre tenía que estar usando un arma, pero quería que se ocultara; dada la tarea de «hacer que se vea sexy sin dejar de cubrir una enorme funda en la cadera», Good optó por hacer que De Pablo con frecuencia usara abrigos largos mientras filmaba. Estos cambios le permitieron a Ziva ser «un híbrido» en términos de vestimenta.

### Escenas de acción
En el transcurso del espectáculo, Ziva ha participado en numerosas escenas de acción y combate. Cote de Pablo frecuentemente hacía sus propias acrobacias, diciendo que «le gustaba el desafío de aprender a pelear y disfrutaba la adrenalina». Ella describió algunos de los trabajos como «intensos» y «agotadores para el cuerpo», pero agregó: «Viniendo del teatro, me encanta. Llegas a casa y estás exhausto, pero sientes que realmente has trabajado». Ella sufrió varias lesiones durante el rodaje: «Me lastimé mucho. Me lastimé el cuello, me lastimé la ingle, la pelvis y tuve un par de lesiones que fueron realmente difíciles de manejar». Después de lastimarse el cuello, de Pablo decidió dejar de hacer escenas de acrobacias durante la décima temporada y «dejar que los profesionales hagan lo que mejor saben hacer».
En julio de 2013, NCIS recibió una nominación al Emmy por «Excelente coordinación de acrobacias para una serie dramática, miniserie o película» por el episodio de la décima temporada «Revenge». El truco realizado en ese episodio involucró una escena de lucha extendida entre el personaje de De Pablo y el asesino de su padre. Cuando el elenco de NCIS fue honrado por la Cruz Roja en la alfombra roja de Santa Mónica en abril de ese año. El coprotagonista Brian Dietzen declaró que De Pablo había trabajado en la escena durante toda la noche anterior hasta las seis de la mañana y, como resultado, no pudo asistir al evento.

### Habilidades lingüísticas
[Ziva] es como un pequeño prodigio cuando se trata de idiomas y eso es lo que hace que el personaje sea divertido de interpretar. Y, obviamente, representa un gran desafío para mí porque cada vez que me lanzan algo más, simplemente tengo que abordarlo e ir con él.
Cote de Pablo sobre Ziva e idiomas

Ziva habla diez idiomas: inglés, hebreo, español, árabe, turco, francés, pashto, alemán, italiano y ruso.  Cote de Pablo ocasionalmente se requiere para realizar diálogos en hebreo, el idioma nativo de Ziva. Ella dijo sobre el proceso: «Cuando lo aprendo, lo aprendo como una oración, cantando por un tiempo. Tengo buen oído para el lenguaje y, sinceramente, aprendí el idioma bastante rápido».
En un momento dado, a De Pablo le dieron 48 horas para memorizar un monólogo en hebreo. Ella divulgó que solía criticar a otros actores que representaban personajes latinos y que no hablaban español de manera convincente, pero cambió esa perspectiva después de tener que aprender hebreo para representar a Ziva. «Todo lo que tenía en prejuicios se me dio vuelta y me mordió en el trasero», explicó.
Un gag corriente en la serie, referida por los fanáticos como «Zivaísmos», es que Ziva frecuentemente usa mal, malinterpreta o simplemente destroza la jerga estadounidense, referencias culturales, coloquialismos y modismos. Por ejemplo: en «Silver War» dijo que se sentía como un «trasero de burro» cuando se refería a «culo de caballo». En otro episodio, ella dice «no puedes hacer una tortilla sin romper algunas patas» en lugar de «huevos».

## Relaciones

### Equipo de NCIS y colegas
Las interacciones del equipo de NCIS a menudo se perciben como familiares entre los espectadores, y Cote de Pablo ha comentado: «Siempre he pensado en Ziva como el niño adoptado que entra y tiene algo realmente divertido con uno de los hermanos, que es Tony». La llegada de Ziva a NCIS inicialmente atrae reacciones mixtas de otros personajes. Tanto Ducky como McGee la aceptan de inmediato, y este último vive cerca de ella y la ayuda a encontrar las mejores rutas para trabajar. Abby, por el contrario, la odia a primera vista, creyendo que Ziva estaba tomando el lugar de su buena amiga, la agente especial Kate Todd, y resentida por la fascinación y admiración de McGee por Ziva. Durante el curso de su odio, Abby garabatea fotografías de Ziva, pronuncia mal su apellido deliberadamente y se molesta cuando se elogia a Ziva.
Las relaciones de Ziva con sus colegas mejoran constantemente, e invita a Gibbs, Abby, McGee y Palmer a su apartamento para cenar en la tercera temporada. Abby, que piensa que Ziva es una excelente cocinera, comienza a ablandarse con ella, ya que esta última trabaja para ganarse su amistad, primero ayudando a Abby a armar una bomba para obtener información y luego recordando su cumpleaños. Abby, a su vez, expresa preocupación cuando Ziva y Tony desaparecen en «Boxed In». En el final de la tercera temporada, la tensión llega a un punto crítico, y Abby enojada le dice a Ziva que no tiene emociones, lo que lleva a ambas mujeres a abofetearse. Luego se disculpan después de que Tony los incita a hacerlo, y ambas mujeres lo golpean en el brazo cuando en broma sugiere que deberían «besarse la lengua».
En la cuarta temporada, su amistad ha crecido y Ziva es aceptada por el resto del equipo, como se muestra en el estreno de la temporada «Shalom», donde Tony y el resto del equipo arriesgan sus carreras y prometen demostrar la inocencia de Ziva antes de que ella es detenida por el FBI por un crimen que no cometió, sabiendo que su participación podría llevarlos a prisión. Para la quinta y sexta temporada, Abby y Ziva son amigas firmes. Cuando Ziva aparecía por primera vez, se estremecía cada vez que Abby la abrazaba; sin embargo, en la sexta temporada, Ziva supera su incomodidad y ahora acepta y devuelve los abrazos.
La relación de Ziva con McGee se desarrolla para parecerse a la de un hermano y una hermana. Si bien Ziva se burla mucho de McGee, a menudo con Tony, se mantienen en términos amistosos (las burlas de Ziva son mucho más juguetonas que las de Tony, quien adopta un enfoque mucho más sádico de las bromas que le hace a McGee) y continúa comunicándose cuando el equipo se disolvió entre las quinta y sexta temporadas. Tanto él como Abby instan a Ziva a reparar su amistad con Tony después de sus consecuencias en el final de la sexta temporada.
Ziva parece tener una buena relación con Ducky. Cuando regresa a NCIS con Tony y McGee, Ducky es la única que tiene una fe sólida en ella. En «Silver War», su amistad se vuelve más permanente cuando Ziva los salva a ambos de la muerte a manos de un asesino. A Ducky se la ve a menudo defendiéndola cuando se pelea con Tony. También se la ha visto acudiendo a él en busca de consejos y compartiendo una taza de té con él. En la séptima temporada, la persuadió para que abriera brevemente la horrible serie de eventos que la llevaron a su cautiverio en Somalia, culminando con que ella le dijera que, «[Él] debería mantener [su] distancia [de ella]... los que se acercan demasiado siempre terminan muertos». En general, se valoran mucho.
McGee, Abby y Ducky apoyan a Ziva mientras se prepara para convertirse en ciudadana estadounidense en la séptima temporada, y McGee incluso la interroga para el examen de ciudadanía. En el final, todos están presentes en su juramento en la ceremonia. Según De Pablo, Ziva se había acercado más a sus compañeros de trabajo en el NCIS que a lo que quedaba de su familia de sangre en este punto de la serie.
Al igual que el resto de sus colegas, Ziva inicialmente se resiente con Vance por romper el equipo de Gibbs. Después de que esto se resuelve, ella no parece guardar rencor contra su jefe, y parecen disfrutar de la compañía del otro. Según el escritor de NCIS Christopher Waild, como resultado de los asesinatos de su padre y la esposa de Vance en el mismo ataque, «la tragedia de Ziva y Eli ahora también se extiende a la familia Vance». Vance, consciente de que no puede hacerlo solo por el bien de sus hijos, mira para otro lado mientras Ziva busca venganza contra el asesino y continúa apoyándola a pesar de la ira de otras agencias.

#### Anthony «Tony» DiNozzo
DiNozzo describe su relación con Ziva como «una conexión». Los dos más tarde tienen una hija llamada Tali.

#### Leroy Jethro Gibbs
La relación de Gibbs con Ziva ha sido llamada la de una figura paterna sustituta por el productor ejecutivo Gary Glasberg, una tendencia que se intensificó después de que ella cortó el contacto con Eli David después de su regreso de Somalia. Cote de Pablo explicó: «[Ziva] obtuvo lo que creo que se podría llamar problemas de ira. Ella cree que ha sido traicionada por su familia, particularmente su padre. Eso es un gran problema para ella. Lo que también explicaría su amor y relación con alguien como Leroy Jethro Gibbs». Ziva parece estar más dispuesta a mostrar su vulnerabilidad a Gibbs que a la mayoría de los otros personajes, y Michael Weatherly sugirió en 2012 que podría haberse convertido en una especie de «gato infernal» sin la guía de Gibbs. Además, Ziva y Gibbs comparten varias características: ambos rara vez muestran emoción, hablan varios idiomas y son extremadamente hábiles en lo que hacen. Aunque a menudo le resulta difícil seguir sus órdenes debido a la autonomía que tenía como oficial de control del Mossad, Ziva admira a Gibbs como líder y a menudo se limita a recurrir a sus antecedentes de asesino en situaciones en las que él no lo aprobaría. Sin embargo, a menudo utiliza estos antecedentes para su beneficio, al elegirla para interrogar a ciertos sospechosos.

Creo que probablemente la única persona en la que Ziva realmente confía es Gibbs. No creo que haya puesto su vida en manos de nadie más que las de Gibbs. Quiero decir, ella ama a todos los demás. Pero ha podido explorar diferentes cosas con esta persona, y él es una especie de figura paterna de muchas maneras, así que creo que se siente segura con él, y siento que él ha sido el único que realmente ha visto ese nivel de vulnerabilidad de ella. Ese es su pequeño secreto, que es lo que me gusta de la relación.
Cote de Pablo, 2009

De todas sus relaciones con el equipo, Ziva y Gibbs han experimentado el mayor crecimiento. Inicialmente, Gibbs desconfía de Ziva ya que ella es la agente de control de Ari Haswari. Ziva también lleva la peor parte de la ira de Gibbs después de que Caitlin Todd fue asesinado. Ziva finalmente mata a Ari, quien también era su medio hermano, para salvar la vida de Gibbs. Este evento sirve como la base inicial de su relación, y Gibbs se responsabiliza del tiroteo de Ari para evitarle más dolor a Ziva.
Sin embargo, todavía hay tensión, derivada tanto de la decisión del director de NCIS, Jenny Shepard, de agregar a Ziva al equipo sin consultarlo, como de la costumbre de Ziva de llamar ocasionalmente a Shepard, con quien tuvo una relación cercana, para obtener información clave en un caso sin pasar por los canales regulares (como se ve en el episodio «Head Case» de la tercera temporada). Sin embargo, esta tensión disminuye en la conclusión del episodio «Silver War» después de que Ziva salvó la vida de Ducky. Ducky luego le dice a Gibbs: «Llevaste a Ziva más rápido que a cualquier otro agente antes que ella. Timothy, Caitlin, incluso DiNozzo. Siempre he sentido que hay un fuerte vínculo entre ustedes dos. Algo compartido tal vez».
En el episodio «Hiatus» de la tercera temporada, Gibbs recuerda que Ziva le salvó la vida y que ella había matado a su hermano, para luego derrumbarse y llorar en sus brazos. Él comenta que se lo debe al final del episodio, algo que se haría realidad cuando regrese a los Estados Unidos durante «Shalom» para ayudar a limpiar su nombre después de ser acusada por asesinato y de un atentado terrorista por parte de la inteligencia iraní.
En el episodio «Reunion» de la séptima temporada, Gibbs confronta a Ziva sobre la acusación del Director Vance de que el director David del Mossad le había ordenado ganar su confianza al matar a Ari. Ella admite que había estado bajo las órdenes de matar a Ari cuando se hizo evidente que estaba fuera de control, pero aclara que ella nunca tuvo la intención de seguir adelante, creyendo que era inocente. Ella le confía a Gibbs sus sentimientos sobre el tema de la muerte de Ari y su familia: «Te hubiera mentido. Él era mi hermano, y tú no eras nada. Pero estaba equivocada acerca de Ari, y tú... Ahora él se ha ido. Eli está casi muerto para mí y lo más parecido a un padre es acusarme...» Ziva revela que cuando finalmente mató a Ari, fue realmente para salvar a Gibbs y no estaba siguiendo sus órdenes, volviendo a ganar la confianza de Gibbs. En el episodio de la séptima temporada «Good Cop, Bad Cop», los cuerpos a bordo de Damocles se recuperan y el Mossad intenta hacer de Ziva el chivo expiatorio por la muerte del sargento de personal Daniel Cryer, USMC, uno de los pasajeros. Después de que él la persuade para contarle su versión de la historia y ella se aclara, Gibbs le susurra algo y la besa en la frente, lo que la hace llorar de alivio. Más tarde, Mark Harmon reveló que había improvisado los momentos finales de la escena, y cuando se le preguntó acerca de lo que dijo Gibbs, respondió: «[De Pablo] no te va a decir más de lo que soy, no creo. Ese es nuestro secreto». Después de la investigación sobre el papel de Ziva en los eventos a bordo de los Damocles, el director Vance aprueba una solicitud de exoneración de Ziva para unirse a NCIS, después de rechazarla inicialmente. El Director Vance entrega la solicitud aprobada al Agente Gibbs, quien a su vez la transmite a Ziva, a quien llama «Probie».
En el episodio final de la séptima temporada, Gibbs se pierde la ceremonia de ciudadanía de Ziva debido a una visita de Alison Hart. Ella parece haber perdonado esto, sin embargo, y en el episodio de la octava temporada «Dead Air», le pide que juegue «atrapar» con ella. En el episodio de la octava temporada «Baltimore», después de enterarse de que su compañero Tony DiNozzo arrestó a Gibbs cuando conoció a su jefe, Ziva comenta que preferiría arrestar a su propio padre que Gibbs. En el episodio «Safe Harbor» de la novena temporada, Ziva cuestiona su estilo de vida aparentemente solitario, lo que lo lleva a responder: «nunca estás solo cuando tienes hijos», besando su frente y agregando, «buenas noches, niña».
Cuando Ziva se entera de que su novio que le propuso matrimonio era el asesino de un suboficial de la Marina, Gibbs es el único que la acompaña cuando ella lo confronta y él trata de consolar a Ziva tanto como lo haría un padre después.

### Familiares
Ziva es representada por tener una historia familiar compleja y, a partir de la décima temporada, toda su familia inmediata ha fallecido: Tali, su hermana menor, rara vez mencionada, murió en un ataque terrorista contra Israel; su madre murió en un incidente violento no especificado; Ziva disparó y mató a su medio hermano para salvar a Gibbs; y su padre fue asesinado a tiros en un asesinato selectivo.
Evidentemente, tuvo una relación cercana con sus hermanos, describiendo a su hermana como «la mejor de nosotros» y como una persona que tenía mucha compasión. En «Shell Shock (Part II)» de la décima temporada, Ziva le dice a Tony que ella va a la ópera todos los años en el cumpleaños de Tali, ya que Tali había querido ser cantante. Cuando Ari Haswari, su medio hermano mayor de su padre, es acusada de asesinar a la agente especial Caitlin Todd, ella actúa como su oficial de control y lo defiende rotundamente. Su posterior elección de disparar fatalmente a Ari para evitar que mate a Gibbs, a menudo se considera un momento crucial para el personaje y un tema recurrente dentro del programa. Vance cuestiona sus motivos en el episodio «Aliyah» y la acusa de actuar por orden.  Tiempo después, Ziva aclara a Gibbs que, en efecto, disparó a su hermano con el fin de salvarlo, diciendo: «Yo jalé el gatillo para salvar tu vida. No estaba siguiendo órdenes». Aunque Ziva parece sentir que matar a Ari estaba justificado, todavía lucha con la culpa y acepta su muerte.

#### Eli David
Ziva y su padre, el director del Mossad, Eli David, a menudo tienen una relación algo tensa, especialmente después de la muerte de su medio hermano Ari. Ella recuerda que él llevó a sus hijos al bosque para «divertirse» con los ojos vendados y los hizo encontrar su propio camino de regreso. Cuando Ziva era una niña, su padre le dijo que «nunca se puede conocer realmente a una persona o sus secretos». En ese momento, ella se había negado a creerle, pero luego dijo que nunca había sido más honesto con ella. Se observa varias veces que Eli «la crio para que fuera una asesina», un hecho que él no niega y le explica al director Vance: «Todos los días es una lucha para sobrevivir. Es mi sueño que mi hija no tenga que tomar esa decisión con sus hijos y sus hijas. Me gustaría que mis nietos fueran médicos y arquitectos. Para vivir una vida feliz. Para engordar y envejecer».
En el episodio «Aliyah», Ziva es llamada a su hogar en Israel, donde su padre dice que no sabe si puede confiar en ella y quiere que permanezca en Israel. Ella se queda en Tel Aviv con su padre y el Mossad. El episodio culmina cuando se muestra a Saivam torturando a Ziva en un campamento terrorista en Somalia. Más tarde se reveló que su padre la envió a esta misión a pesar de saber que los riesgos la convirtieron en una misión suicida. Gibbs responsabiliza a Eli por el cautiverio de Ziva y el posterior abuso de Saleem y sus hombres, diciendo que Ziva no tenía otra opción y que «su padre la dejó morir en un desierto».
Ziva considera estos eventos como una traición y dice: «Eli está casi muerto para mí», lo que implica que ya no quiere ser parte de su vida. Poco después de ser rescatada de Somalia, envía un correo electrónico a su padre renunciando formalmente al Mossad y solicita convertirse en agente oficial del NCIS. Eli intenta evitar que abandone el Mossad haciendo que su exlíder del equipo Malachi Ben-Gidon la acuse de matar a un marine que había estado entre los que murieron en Damocles. Más tarde, cuando el equipo de NCIS prueba que Ziva no fue responsable de la muerte del marine, Gibbs enojado le dice a Ben-Gidon que le diga a Eli que Ziva estaba «fuera de los límites».
Eli y Ziva no se comunican hasta que Eli visita los Estados Unidos por negocios oficiales en la octava temporada, aparentemente resentido con su hija y la elección que hizo para convertirse en ciudadana estadounidense. Él descarta su terrible experiencia en el desierto con el comentario «no estás muerta». Gibbs está molesto porque Eli se refiere a Ziva como «ella» y señala: «"Ella" tiene un nombre. Ziva. Ella tiene un nombre». Más tarde, Ziva cuestiona la apatía de Eli hacia la perspectiva de su propia muerte, diciendo que un hombre humano al menos sentiría algo de emoción, lo que lo impulsa a decirle que si bien no tenía el lujo de expresar sus sentimientos, ya que tenía que poner constantemente Antes de todo lo demás, antes de todo lo demás, había una vez en que las cosas eran diferentes, «cuando mi casa se llenaba con el sonido de los niños riéndose». Antes del regreso de Eli a Israel en el siguiente episodio, su relación con Ziva parece haber mejorado un poco, ya que se muestra que le dio una pequeña bandera israelí y la despidió.

Incluso con la complejidad de lo que existía entre Ziva y Eli, al final del día, él era su padre y ella lo amaba. Hay buenos recuerdos que van con lo malo... Le pesa absolutamente. Cuando alguien pierde a alguien, piensas en lo que significaron para ti y qué parte de ellos continúas llevando.
—Productor ejecutivo Gary Glasberg, 2013

En el episodio de la décima temporada «Shabbat Shalom», Eli viene a los Estados Unidos para reconciliarse y pasar tiempo con Ziva. Aunque ella acepta sus esfuerzos, sufren otra caída y, poco después, resulta herido de muerte por disparos de ametralladoras en un ataque contra la casa durante la cena de Shabat. Ziva se derrumba cuando se da cuenta de que Eli había sucumbido a sus heridas, acunando el cadáver de su padre mientras sollozaba y rezaba en hebreo.
En el siguiente episodio, después de que se revela que el protegido de Eli, Ilan Bodnar, estuvo detrás de su asesinato, está enterrado en Israel y Ziva entrega su elogio. Flashbacks exponen sobre su relación durante su adolescencia temprana mientras busca venganza contra Bodnar en la segunda mitad de la temporada. Aunque sus interacciones se muestran como afectuosas y se muestra a Eli enseñando a una joven Ziva de trece años la bendición del Shabat en una escena, las tensiones son el resultado de su frecuente ausencia debido a su trabajo y una aventura con un Mossad femenino operativo lleva a la desintegración de su matrimonio con la madre de Ziva.

#### Tali
Llamada así por la hermana fallecida de Ziva, Tali es la hija de Ziva y Tony. En 2016, Tali sobrevive a un ataque de mortero que presuntamente mata a Ziva, y poco después se presenta a su padre a instancias de la directora del Mossad, Orli Elbaz. Tony se encuentra con Tali y se va con ella a Israel y París para buscar respuestas.

## Recepción e impacto

### Edición general

Coté de Pablo en los Premios ALMA 2011, donde ganó el premio de Actriz de televisión favorita - Papel protagónico en un drama

Aunque los espectadores inicialmente desconfiaban del reemplazo de Sasha Alexander, Coté de Pablo recibió «grandes elogios» a lo largo de los años por su interpretación de Ziva David, más tarde ganó un Premio ALMA y un Premio Imagen. En 2013, E-Poll Market Research publicó los resultados de un estudio que nombra a las diez celebridades más atractivas de Estados Unidos. De Pablo ocupó el tercer lugar, solo por detrás de las actrices Betty White y Sandra Bullock. Otras figuras en la lista incluyeron a la coprotagonista de De Pablo, Pauley Perrette (Abby Sciuto), la cantante británica Adele y Gabby Douglas.
Entertainment Weekly incluyó a Ziva en su compilación de «29 Personajes femeninos de TV con las que saldrías», colocándola en el número 17, y Postnoon la incluyó en su lista de «Los policías más sexys de la televisión». En diciembre de 2011, TVLine anunció que Ziva era la ganadora de su «Torneo final de aplastamiento de las fuerzas del orden público». El torneo consistió en 64 personajes femeninos nominados de espectáculos de procedimientos policiales y varias rondas de eliminación única, obteniendo casi un millón de votos al final. Mary Edwards de la Reasons to be Beautiful Magazine publicó una lista de los «5 grandes personajes femeninos de televisión de 2011» y escribió: «Si alguna mujer hubiera podido terminar siendo una máquina de matar fría y sin emociones, [Ziva] sería una de las mejores candidatas. Pero ella no... aprende qué es como tener compasión y lealtad. Ella crece. Como inmigrante, enfrenta prejuicios y racismo, pero lo maneja con aplomo».
Su frecuente malentendido de modismos y jerga estadounidense ha sido descrito como «entrañable» y generalmente se considera un aspecto atractivo del programa. Poco después de que Ziva se uniera a la serie, Noel Holston de Sun Sentinel la describió como «una israelí exóticamente hermosa cuya tendencia hacia el inglés de malaprop desmiente su experiencia investigativa e interrogativa». En 2007, el editor de exponentes judíos Michael Elkin comentó: «¿Todos se sacudieron? Esa es la frescura que le inyectan [a NCIS], que acaba de terminar su cuarta temporada con honores militares y en la segunda temporada De Pablo es de anti-papilla, un ninja sin sentido de un némesis para esos desagradables malhechores que pronto descubrirá que el israelí es de verdad». En una publicación de 2012 de The Jewish Daily Forward, Lilit Marcus escribió: «A pesar de estar escrita de manera desigual, Ziva siempre fue convincente: era dura, intrépida y, a menudo, tierna». C. Coville de la revista Cracked, cuestionó la elección de su guion como «un experto que conoce el espionaje nueve idiomas... todo a los veintiocho años», que describe el multilingüismo excesivo como un problema común en las series de televisión.
La relación de «¿quieren / no quieren» de Ziva con Tony DiNozzo, apodada «Tiva» por los espectadores, se convirtió en un tema de interés destacado. Maureen Ryan de Chicago Tribune comentó que su «broma de amor y odio le da al programa un extra de fuerza» durante el primer año de Pablo con la serie. Debido a su prolongación durante varios años, el desarrollo se ha denominado «combustión lenta», con Tony y Ziva incluidos en «Las 10 parejas de televisión más desafiadas románticamente» de TV Tango. Entertainment Weekly los describió como una «pareja de poder» y la colaboradora Sandra González señaló que «es difícil negar la química que comparten los dos actores (Michael Weatherly y Cote de Pablo)» después de que se emitió «Housekeeping».

### Salida de la serie
El 10 de julio de 2013, CBS anunció que Cote de Pablo abandonaría la serie durante la undécima temporada de NCIS por razones no reveladas. La cadena emitió la siguiente declaración: «Respetamos la decisión de Cote, le agradecemos por ser una parte importante del equipo "NCIS" y por ocho años fabulosos interpretando a Ziva David. Cote y CBS comparten un gran respeto por la audiencia de NCIS y esperamos trabajar con ella y los productores en el cierre apropiado en este capítulo de la historia de Ziva». De Pablo, quien aceptó aparecer en parte de la temporada, comentó: "He tenido ocho años maravillosos con NCIS y Ziva David. Tengo un gran respeto y afecto por Mark, Gary, Michael, David, Rocky, Pauley, Brian, Sean, todo el equipo y CBS. Estoy deseando terminar la historia de Ziva».
Los espectadores enviaron «muchos correos electrónicos, cartas, notas, tarjetas, carteles, etc. a la sede de CBS y a las personas en CBS», así como pastelitos y M&M en protesta. Muchos metieron clips en sus letras, ya que se habían asociado comúnmente con el personaje de Ziva después de un episodio de la cuarta temporada que mostraba a Tony diciéndole: «Te mataré de dieciocho formas diferentes con este clip». La miembro de la Asociación de Críticos de Televisión Jane Boursaw publicó una carta enviada por la fanática holandesa Dianne Lodder en su sitio web. Lodder más tarde escribió un editorial que fue publicado en The Huffington Post analizando el razonamiento detrás de las respuestas de los espectadores. Usando escritos de Blakey Vermeule, explicó, «La ficción nos permite una visión rara de las mentes y los corazones de sus personajes, su gente. Una visión que a menudo deseamos en la vida real».
El director ejecutivo de CBS, Les Moonves, intentó calmar la indignación de los fanáticos al afirmar que a De Pablo se le ofreció «mucho dinero» para permanecer en el programa y que «el elenco y los productores estaban al tanto de lo que estaba pasando». La misma De Pablo declaró que su partida fue «abrumadoramente difícil, a veces aterradora» y que no había sido planeada; sin embargo, ella se negó a explicar la razón detrás de esto.

### Importancia cultural

#### Israelíes en la ficción
Ziva, y la representación que hace Cote de Pablo de ella, ha sido analizada y comentada por varios críticos, columnistas de opinión y académicos. Ella es acreditada como la única regular israelí en la televisión estadounidense dominante, así como la «israelí televisiva más prominente». Sarah Honig, periodista israelí y columnista de opinión, escribió que Ziva es «posiblemente la única judía regular en la televisión estadounidense que no se disculpa, no tiene complejos y no es cómicamente disfuncional», así como «el único tipo israelí positivo en el pantalla en cualquier lugar» en The Jerusalem Post. Los comentaristas judíos le dieron al personaje críticas favorables, en Jewcy 's Abe Fried-Tanzer afirma: «Dejando a un lado las dificultades lingüísticas, Ziva es el personaje más estable y confiable del programa, tan firme como Gibbs. A su llegada a Washington D.C., Ziva demuestra su lealtad una y otra vez, siendo la primera salvando la vida de su futuro mentor Gibbs al dispararle a su medio hermano asesino que la estaba amenazando. Ese acto desinteresado y entrañable es representativo del tipo de comportamiento que Ziva luego exhibe a lo largo de las estaciones mientras se inclina hacia atrás para defender a sus compañeros de equipo, y a pesar de eso, las bromas que su condición de extranjera provoca con frecuencia. La intérprete de Ziva, Cote de Pablo, no es israelí ni judía. Aunque la pronunciación de la actriz chilena nacida en el catolicismo del nombre del país de origen de su personaje deja mucho que desear,ella captura una cierta dureza israelí y una actitud sensata». El rabino Elliot B. Gertel estuvo de acuerdo en que el retrato comprensivo de Ziva permitió que la serie mostrara de manera justa las preocupaciones de seguridad del gobierno israelí y las medidas que toma para defender a sus ciudadanos mientras mantiene su papel de «aliado bueno y útil» para los Estados Unidos.

En un panorama de televisión en red donde es difícil encontrar muchos personajes judíos descaradamente (y mucho menos un israelí) tenemos un punto débil para Ziva David.
Galus Australis, 2009

El realismo de su representación también se convirtió en un tema de discusión, y la imitación de Pablo del acento israelí y las actuaciones en hebreo han sido alabados y criticados. Anthony Frosh de Galus Australis sugirió que su actitud implacablemente patriótica no reflejaba la de un típico israelí, mientras que Honig escribió que ese rasgo ayudó a los espectadores israelíes a identificarse más con ella. El crítico del Huffington Post, William Bradley, pensó que la chilena De Pablo era «sorprendentemente convincente» como oficial del Mossad. Alex Joffe, escritor de Jewish Ideas Daily, agregó que cuando los agentes del Mossad aparecen en la pantalla estadounidense, a menudo se trata de «imágenes más extremas de los tipos y dilemas generales», utilizando The Debt como ejemplo principal. Él creía que Ziva, «un ejército de una sola mujer, lleno de secretos», entraba en esta categoría, pero concluyó que todavía era «el personaje israelí recurrente más positivo en la televisión estadounidense».
La propia De Pablo ha estado en Israel, visitando este país en el 2007 después de recibir una invitación del gobierno israelí. Poco después de regresar, declaró en una entrevista que «Alguien del departamento de turismo israelí vio el programa y vio que había un personaje israelí en el programa, y estaban muy contentos por eso. Así que se ofrecieron a darme un recorrido completo por Israel... todavía estoy tratando de digerir todo. Donde quiera que vayas, estás rodeado de musulmanes, cristianos y judíos, puedes sentir la tensión y puedes entender por qué está sucediendo eso, pero al mismo tiempo, donde quiera que camines es sagrado. Fui a [la fortaleza histórica] Masada, floté en el Mar Muerto... Fue más un viaje para Ziva que para Cote. Absolutamente informó mis ideas sobre ella alma». Llegó a la conclusión de que finalmente pensó que Ziva era una representación bastante precisa del público israelí.
El impacto cultural del personaje aumentó cuando se hizo popular entre los espectadores, ya que «[representa] a todo el aparato de seguridad israelí, si no a la sociedad israelí en general» para la audiencia. El rabino Gertel y el preceptor de Harvard Eitan Kensky acordaron que Ziva afectó las opiniones de los espectadores sobre Israel, y este último afirmó que ayudó a aumentar la comprensión de la cultura israelí. June Thomas, de la revista Slate, escribió que Ziva es particularmente atractiva para los estadounidenses conservadores: «David representa los aspectos del carácter israelí que más atraen a América central: es disciplinada, autosuficiente, es buena con las armas y es experta en el combate mano a mano». El personaje también ha sido comparado con las heroínas de los primeros dramas de kibutz, así como con destacados políticos israelíes en la forma en que interactúa con sus colegas estadounidenses. Steven L. Spiegel, Director del Centro para el Desarrollo del Medio Oriente y profesor de Ciencias Políticas en la Universidad de California, Los Ángeles (UCLA), la comparó con el presidente israelí Shimon Peres y los primeros ministros Ehud Olmert y Yitzhak Rabin mientras Honig satíricamente comentó que sería un mejor primer ministro que el candidato de Yesh Atid, Yair Lapid.
Otros comentaristas creían que la importancia de Ziva se extendía a la representación de judíos en la televisión, y My Jewish Learning la incluyó en su lista de «Personajes judíos en la televisión: lo mejor de 2009». El columnista político Mark Vogl examinó el impacto cultural y político de una figura israelí positiva, así como su papel en disipar los estereotipos sobre las mujeres judías:

Ziva David, un personaje principal [sic] en NCIS, realmente ha alterado mi visión del pueblo judío y la difícil situación de Israel. Sé que los estereotipos son políticamente incorrectos, pero eso no significa que no existan, y tampoco significa que no haya nada para ellos. De alguna manera, no creo que Ziva sea lo que la gente piensa cuando piensa en las mujeres judías. Dado el poder de permanencia de NCIS y el impacto de Ziva, tal vez ese estereotipo de mujeres judías se ha restablecido... El éxito del personaje y la actriz puede ser una ventaja inesperada. Ziva, interpretada por Cote de Pablo, es una mujer hermosa y sexy con una gran sonrisa y ojos geniales. Ella es divertida, fácil de gustar, profesional y creíble. Pero también es extremadamente inteligente, una gran contribuyente al equipo y letal con armas y artes marciales... Un mentor muy sabio mío me dijo que pensaba que Ziva podría representar un cambio sutil dentro del mundo judío. Fue su observación de que en los últimos años la mujer desempeñó un papel secundario en gran parte de la vida judía. Sintió que el ascenso de Ziva marcó un cambio en la cultura judía. Fue tan lejos como para señalar la camaradería entre Ziva y su padre. Quién sabe, esta observación podría ser precisa. No estoy totalmente familiarizado con las tradiciones del pueblo hebreo. Sin embargo, creo que Ziva ha sido un excelente representante del pueblo judío.

Si bien el personaje fue generalmente elogiado, las historias que rodean su relación con su padre, Eli David, generaron controversia. Su actitud aparentemente indiferente hacia su cautiverio y tortura en Somalia, desconcertó a los espectadores, y Kensky cuestionó si tener «un asesino entrenado psicológicamente marcado por su padre» era una inversión del arquetipo de un judío que es débil y dominado por su madre. Cuando Eli fue asesinado por su protegido, el subdirector del Mossad, Ilan Bodnar, se expresó la preocupación de que los escritores escribieran el asesinato como si hubiera sido orquestado por el gobierno israelí. En cambio, la serie se alejó de esa dirección en episodios posteriores y dejó en claro que Bodnar había actuado por su cuenta.

#### Las mujeres en Policía Procesal
Ziva ha sido llamada «una de las mujeres más fuertes de la televisión». Mike Hale de The New York Times usó al personaje como un ejemplo principal al analizar la representación de personajes femeninos en programas de televisión de acción en vivo, diciendo: «Con su combinación creíble (para los estándares de horario estelar) de dominación física y tranquilidad, Ziva David es uno de los grupos de héroes de acción femeninos más atractivos que se están infiltrando en programas de policías, programas de espías, programas de ciencia ficción y otros géneros donde los hombres una vez hicieron la mayor parte de la imposición». Lilly J. Goren, profesora de política y estudios globales en la Universidad de Carroll, y Justin S. Vaughn, profesor asistente de ciencias políticas en la Universidad Estatal de Boise, expresaron puntos de vista similares en su libro en coautoría, Mujeres en la Casa Blanca: género, cultura popular y política presidencial. Se centraron en el hecho de que la agente femenina principal «era reconocida como más dura y físicamente más fuerte que la mayoría de los hombres en el programa». El columnista Mark Vogl agregó: «John Wayne y Clint Eastwood probablemente no pudieron salirse con la suya de la fuerza bruta hoy. Pero a las feministas les encanta ver a una mujer delgada y delgada patear el trasero de un hombre grande».
Shane Brennan, el productor del programa en ese momento, explicó el papel de Ziva en las escenas de acción y explicó: «Tratamos de lograrlo, pero tratamos de ser creíbles al respecto. Nunca la verás saltar en el aire, hacer las divisiones y patear a dos chicos al mismo tiempo. Guarda eso para la película de John Woo». Cote de Pablo ha dicho: «Me encantan todas las peleas, usar cuchillos y pistolas y todo eso. ¡Y mi cosa favorita en el mundo es hacer acrobacias! Soy sorprendentemente bueno para aprender secuencias de pelea. Es mucho divertido como una niña salir y clavar a los chicos contra las paredes, golpearlos y golpearlos y patear traseros. No muchas mujeres en la televisión tienen la oportunidad de hacerlo».